# Janusz Zaleski (leśnik)
Janusz Zaleski (ur. 24 listopada 1952 w Nowym Dworze Mazowieckim) – polski leśnik, w latach 2007–2014 podsekretarz stanu w Ministerstwie Środowiska i w latach 2009–2014 główny konserwator przyrody.

## Życiorys
Ukończył I Liceum Ogólnokształcące w Olsztynie w 1971 roku. Absolwent Wydziału Leśnego SGGW w 1976 r. i Wydziału Ekonomiki Produkcji SGPiS (obecnie SGH) w 1979 r. Doktor nauk leśnych, tytuł uzyskał w 2014 roku na Wydziale Leśnym SGGW w Warszawie. Od 1977 do 1980 pracownik Instytutu Ekonomiki Leśnej SGGW. W latach 1980–1990 kolejno adiunkt, nadleśniczy terenowy i zastępca nadleśniczego w Nadleśnictwie Dwukoły. Od 1990 do 2001 nadleśniczy Nadleśnictwa Orneta. Od 2001 do 2006 zastępca dyrektora generalnego Lasów Państwowych. W okresie 2006–2007 dyrektor Centrum Koordynacji Projektów Środowiskowych. Ukończone Studium Podyplomowe Hodowli Lasu. W latach 1994–1998 radny Miasta Orneta, 1998–2002 radny powiatu lidzbarskiego. Członek Państwowej Rady Ochrony Przyrody 2004–2008, 2014–2019, członek zespołu Prezydenta RP do opracowania projektu ustawy regulującej status dziedzictwa przyrodniczego i kulturowego Puszczy Białowieskiej.
Od 29 grudnia 2007 podsekretarz stanu w Ministerstwie Środowiska, z dniem 16 kwietnia 2009 premier Donald Tusk powołał go na funkcję głównego konserwatora przyrody. 9 kwietnia 2014 został odwołany na własną prośbę z obu stanowisk.
Od 29 maja 2014 do 18 listopada 2015 Zastępca Dyrektora Lasów Państwowych do spraw gospodarki leśnej.

## Działalność zawodowa i publiczna
Janusz Zaleski pełnił funkcję podsekretarza stanu w Ministerstwie Środowiska, głównego konserwatora przyrody. Koordynował sprawy związane z edukacją ekologiczną i komunikacją społeczną. Sprawował nadzór nad działalnością: Państwowego Gospodarstwa Leśnego „Lasy Państwowe”, Centrum Informacji o Środowisku, Biura Nasiennictwa Leśnego, Instytutu Badawczego Leśnictwa, Instytutu Ekologii Terenów Uprzemysłowionych. Członek Komitetu do Spraw Europejskich Rady Ministrów, bezpośrednio nadzorował organizację i przeprowadzenie XIV sesji Konferencji Stron ramowej Konwencji Narodów Zjednoczonych w sprawie zmian klimatu wraz z IV sesją Spotkań Stron Protokołu z Kioto (COP14/COP-MOP4) w Poznaniu w 2008 roku.
Nadzorował działalność parków narodowych, odpowiadał za przygotowania polskiej prezydencji w dziedzinie leśnictwa i ochrony bioróżnorodności.
Wykłada na Wydziale kształtowania Środowiska i Rolnictwa na Uniwersytecie Warmińsko-Mazurskim.

## Wybrane publikacje
- Zalesenia w działalności PGL Lasy Państwowe, IBL, 2003
- Polskie lasy i leśnictwo w Europie, CILP, 2004
- Kierunki i problemy Polityki Leśnej Państwa, IBL, 2009
- Ochrona przyrody w Polityce Leśnej Państwa i w praktyce, IBL, 2010